# Sint-Pieter-en-Pauluskerk (Solre-le-Château)

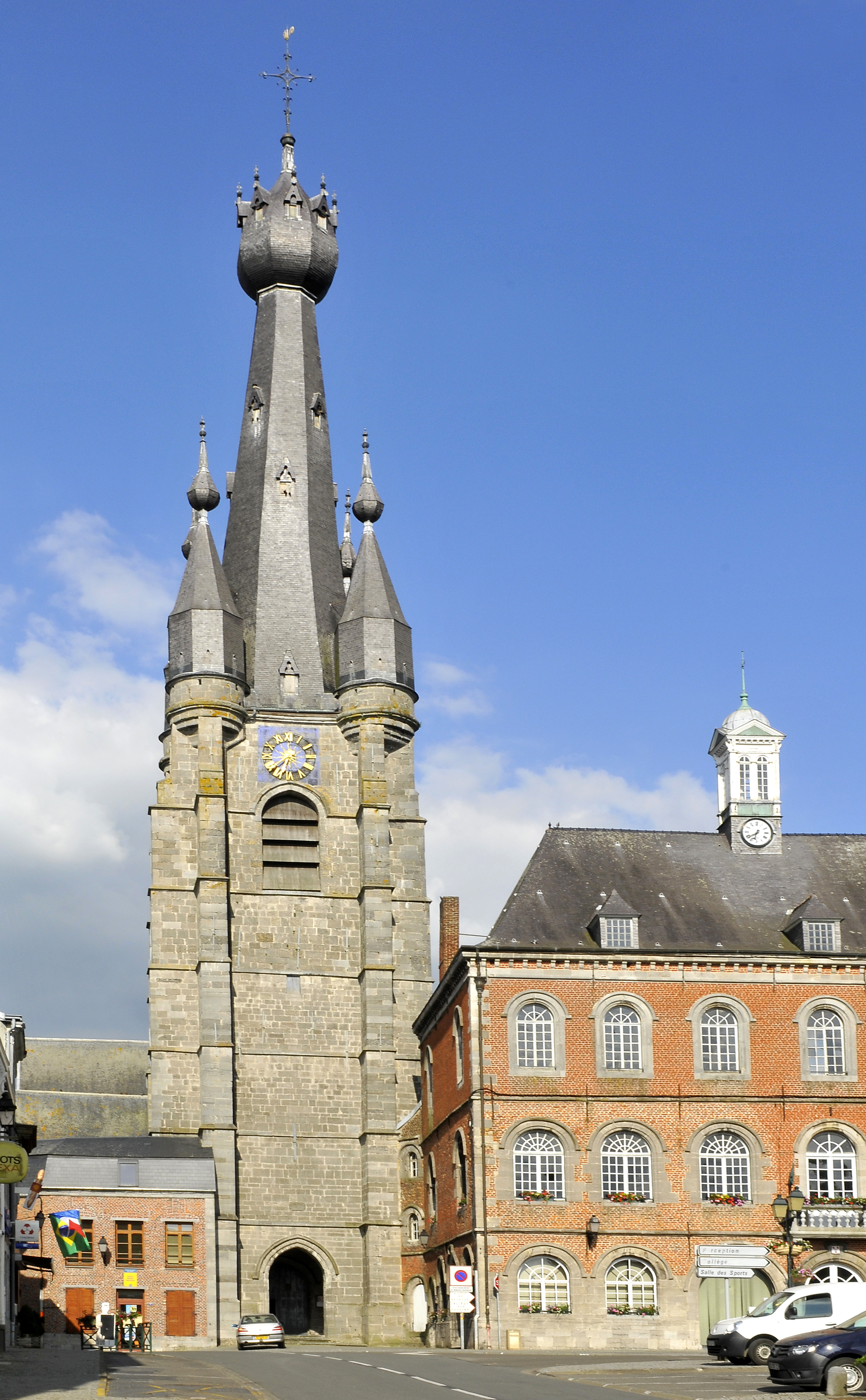
Klokkentoren

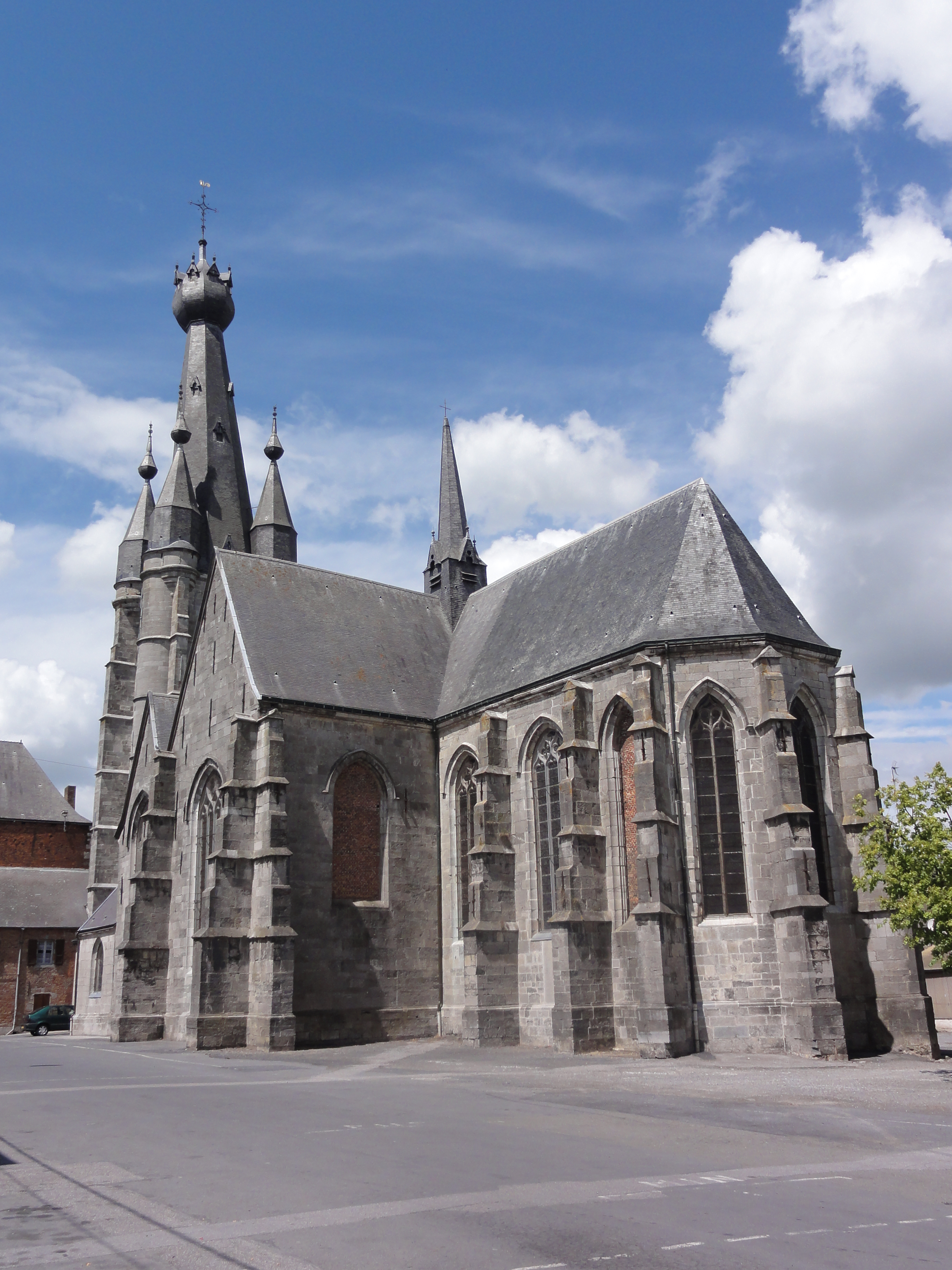
Koorzijde

De Sint-Pieter-en-Pauluskerk (Frans: Église Saint-Pierre-Saint-Paul) is een katholieke parochiekerk in de Franse gemeente Solre-le-Château in het Noorderdepartement. Ze is gewijd aan de apostelen Petrus en Paulus en behoort tot de parochie Sainte-Hiltrude-en-Avesnois in het aartsbisdom Kamerijk. Het gaat om een gotisch bouwwerk dat sinds 1932 beschermd is als monument historique.

## Geschiedenis
Het oudste spoor van de kerk op schrift is een bisschoppelijke akte uit 1154, die het altaar van Solre toewees aan de abdij van Floreffe. In 1473 werd de kerk verwoest door Lodewijk van Saint-Pol.
Philippe de Lannoy liet haar in 1514 herbouwen in haar huidige vorm. Hij gebruikte daartoe de inkomsten van de biertaks. Het resultaat is afgebeeld in de Albums van Croÿ.
Op 10 mei 1611 werd de kerk getroffen door een brand. De aartshertogen Albrecht en Isabella droegen drieduizend florijnen bij. Daarmee werden klokken besteld bij Florent Delcourt uit Douai. Voorts werden vier nieuwe kapellen ingericht. Van de gelegenheid werd ook gebruik gemaakt om de toren te voorzien van een bijzondere nieuwe spits, die echter scheef kwam te staan.
Een orkaan richtte in 1876 veel schade aan.
In 1918 namen de Duitse bezetters de kerkklokken weg om ze om te smelten, maar de grootste klok Isabelle (2680 kg) bleef op het station staan en kon worden teruggeplaatst. Er was ook een kleinere klok Dindin uit 1260, maar die is kapotgevallen.

## Architectuur
De kloeke steunberen en vormen wijzen op een vroege gotiek, wellicht uit de 13e eeuw. Het toegangsportaal bevindt zich in de voorgebouwde westtoren en is aan drie kanten opengemaakt door arcaden.
Bijzonder is het dubbele transept. Aan de grote dwarsbeuk is een kleine dwarsbeuk toegevoegd, waarin twee kapellen zijn ingericht: de noordelijke is gewijd aan Ursula van Keulen en de zuidelijke aan Jakobus de Meerdere. In de oksels van die kapellen met de zijbeuken zijn nog twee kleinere kapellen gebouwd, gewijd aan Onze-Lieve-Vrouw van de Rozenkrans (1612) en aan de H. Jozef (1627).
Onder het koor bevindt zich de grafkelder van de familie Croÿ. De toegang is verborgen.

## Klokkentoren
De forse klokkentoren (60 m hoog zonder het kruis) heeft een bovenmatig grote, octogonale spits met een peervormige bekroning. Dit laatste onderdeel alleen al is 7 m hoog en diende als uitkijkpost. De spits staat erg uit het lood, wat des te meer opvalt omdat de vier hoekpinakels recht zijn. Er zijn een aantal legenden ontstaan om de scheefheid van de spits te verklaren, maar de meest plausibele oorzaak is het gebruik van onvoldoende droog hout. De spits is het werk van meester-timmerman Jehan Le Coustre uit Beaumont. Later zou Le Coustre een identieke (maar rechte) spits plaatsen op de Sint-Maternuskerk van Walcourt.

## Interieur
Het schip is overdekt door een bepleisterd tongewelf en de dwarsbeuk door bakstenen kruisribgewelven. Boven de viering is dat een stergewelf.
Binnen is er een barok retabel uit 1680, gewijd aan Jakobus de Meerdere. Het is gemaakt van marmer, stucwerk en hout.
De zuidelijke muren van het koor en de dwarsbeuk bevatten glas-in-loodramen geschonken door Philippe de Lannoy in 1532-1534. In het koor gaat het om een Aartsengel Michaël met de draak en om een tweede glas met bovenaan Ecce Homo en onderaan het oordeel van Pilates. Het brandglasraam in de dwarsbeuk is een Laatste Oordeel.
Het orgel is gebouwd door de gebroeders Delmotte in 1865. De fraaie orgelkas, met een standbeeld van een harpspelende Koning David, is ouder: ze werd in 1772 gemaakt voor de Abdij van Liessies. Het koorgestoelte is dan weer overgebracht uit het opgeheven klooster van de grauwzusters.

## Voetnoten
1. ↑  Jacques Thiébaut, Nord gothique. Picardie, Artois, Flandre, Hainaut. Les édifices religieux, 2006, p. 428
2. ↑  Solre-le-Château: clocher, dis, pourquoi tu penches?, Nord Évasion (bezocht 26 juli 2025)
3. ↑  Jean-Luc Flohic (red.), Le Patrimoine des communes du Nord, vol. 2, 2001, p. 1539
4. ↑  Solre-le-Château, Église Saint-Pierre, de Orgelsite, 2021 (bezocht 26 juli 2025)
5. ↑  Église Saint-Pierre - Solre-le-Château, Inventaire National des Orgues (bezocht 26 juli 2025)